# Sân vận động Numa-Daly Magenta
Sân vận động Numa-Daly Magenta (tiếng Pháp: Stade Numa-Daly Magenta), tên chính thức là Sân vận động Numa-Daly, là một sân vận động đa năng ở Nouméa, Nouvelle-Calédonie. Sân hiện đang được sử dụng chủ yếu cho các trận đấu bóng đá. Sân vận động có sức chứa 10.000 người. Hiện tại đây là sân nhà của đội tuyển bóng đá quốc gia Nouvelle-Calédonie và là một trong những địa điểm đăng cai tổ chức giải đấu môn bóng đá nam của Đại hội Thể thao Thái Bình Dương 2011.